# Ceratophysella citri
Ceratophysella citri är en urinsektsart som först beskrevs av Christine D. Bacon 1914.  Ceratophysella citri ingår i släktet Ceratophysella och familjen Hypogastruridae. Inga underarter finns listade i Catalogue of Life.